# 2365 Interkosmos
2365 Interkosmos este un asteroid din centura principală, descoperit pe 30 decembrie 1980 de Zdeňka Vávrová.